# Sędów (Poddębice)
Pour les articles homonymes, voir Sędów.
Sędów (prononciation [ˈsɛnduf]) est un village de la gmina de Wartkowice, du powiat de Poddębice, dans la voïvodie de Łódź, situé dans le centre de la Pologne.
Il se situe à environ 7 kilomètres (km) au sud-ouest de Wartkowice (siège de la gmina), 5 kilomètres au nord de Poddębice (siège du powiat) et 39 kilomètres au nord-ouest de Łódź (capitale de la voïvodie).
Sa population s'élève approximativement à 141 habitants.

## Administration
De 1975 à 1998, le village était attaché administrativement à l'ancienne voïvodie de Sieradz.

Depuis 1999, il fait partie de la nouvelle voïvodie de Łódź.